# Callistoctopus
Callistoctopus Taki, 1964 è un genere di molluschi cefalopodi della famiglia Octopodidae. In passato le specie del genere Callistoctopus erano state attribuite al più grande genere Octopus.
Nel Mar Mediterraneo vive una sola specie, la polpessa  o polpo maculato (Callistoctopus macropus), un polpo notturno abbastanza comune in Italia e ritenuto erroneamente da molti come la femmina del polpo comune.

## Descrizione

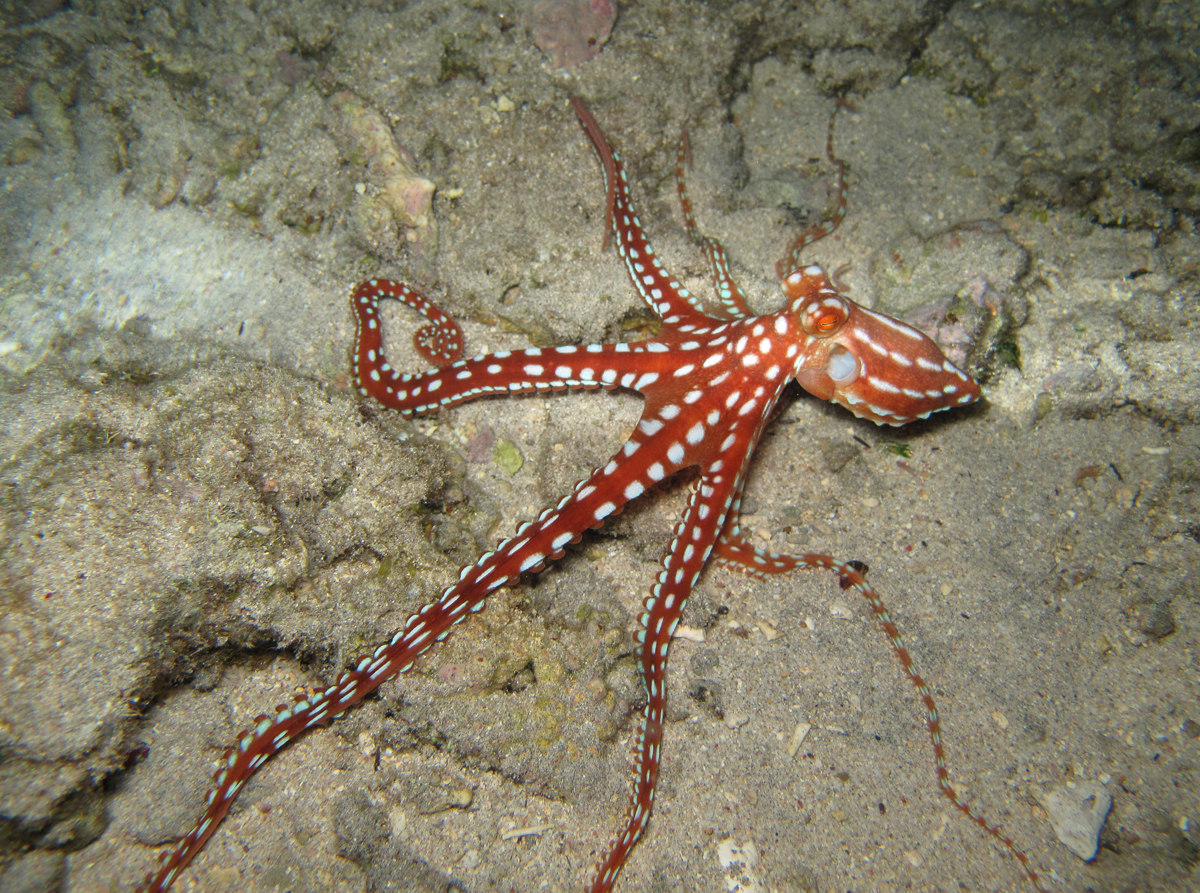
La polpessa (C. macropus) è un polpo notturno presente nel Mediterraneo

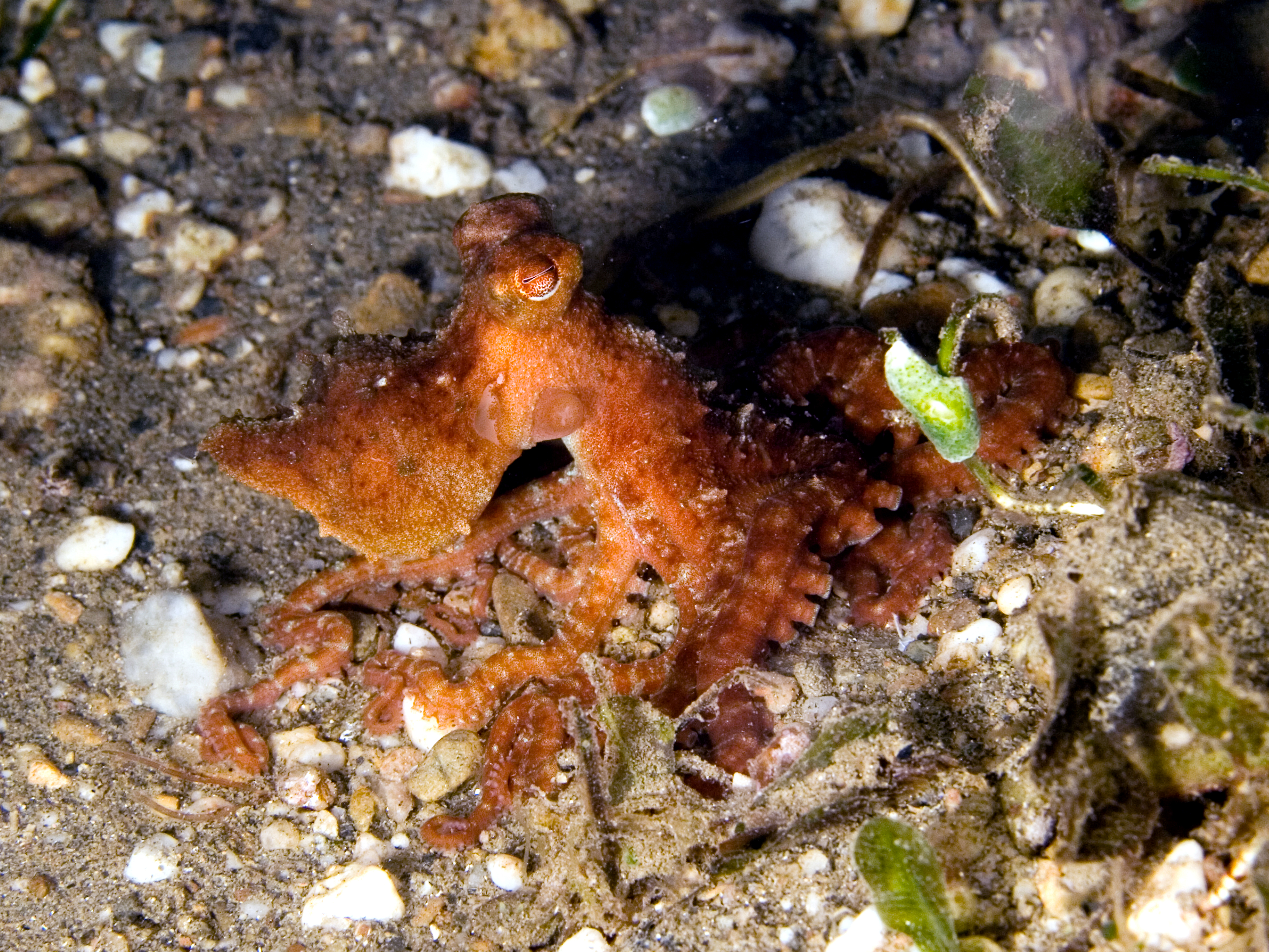
C. luteus, una specie tropicale tipica dei fondali sabbiosi dei reef

I polpi del genere Callistoctopus sono facilmente identificabili per la loro colorazione da rosso-bruna a rossa, con macchie o strie bianche su mantello, testa e braccia; le braccia sono snelle e lunghe 5-8 volte il mantello, con ventose disposte in due serie parallele; nei maschi il terzo braccio di destra è ectocotilizzato, ed è nettamente più corto del controlaterale.

## Biologia
Sebbene siano simpatrici con le specie diurne di polpi, evitano la competizione cacciando solo di notte. In riconoscimento di questa preferenza, molte specie di Callistoctopus sono indicate con il nome di "polpi notturni".

## Distribuzione e habitat
Il genere è ampiamente rappresentato nelle acque tropicali e temperate di tutto il mondo.
Si trovano solitamente nelle acque costiere poco profonde della piattaforma continentale, fino a circa 200 m di profondità. Si possono osservare in habitat molto diversi, dalle barriere coralline alle praterie di Posidonia, ma anche su fondali sabbiosi e fangosi.

## Tassonomia
Il genere comprende le seguenti specie:
- Callistoctopus alpheus (Norman, 1993) – polpo notturno Capricorno
- Callistoctopus aspilosomatis (Norman, 1993) – polpo notturno a corpo normale
- Callistoctopus bunurong (Stranks, 1990) – polpo macchiato meridionale
- Callistoctopus dierythraeus (Norman, 1992) – polpo notturno a macchie rosse
- Callistoctopus furvus (A. Gould, 1852)
- Callistoctopus gracilis Y. Tang, X.-D. Zheng & C.-C. Lu, 2024
- Callistoctopus graptus (Norman, 1992) – polpo notturno scarabocchiato
- Callistoctopus lechenaultii (d'Orbigny, 1826)
- Callistoctopus luteus (Sasaki, 1929) – polpo notturno stellato
- Callistoctopus macropus (Risso, 1826) – polpessa, polpo macchiato atlantico o polpo notturno mediterraneo
- Callistoctopus nocturnus (Norman & Sweeney, 1997)
- Callistoctopus ornatus (Gould, 1852) – polpo ornato
- Callistoctopus paucilamellus Y. Tang, X.-D. Zheng & C.-C. Lu, 2024
- Callistoctopus rapanui (Voss, 1979)
- Callistoctopus sparsus Y. Tang, X.-D. Zheng & C.-C. Lu, 2024
- Callistoctopus tenuipes J.-H. Li, C-.X. Xu & X.-D. Zheng, 2022
- Callistoctopus xiaohongxu X.-D. Zheng, C.-X. Xu & J.-H. Li, 2022